# Eindstop
Een eindstop zit aan de beide uiterste zijden van een gordijnrail om te voorkomen dat de runners (of glijders) van de rail afglijden. 
In de eindstop steekt men de ook de uiterste haak van de raambekleding. Zo blijft de raambekleding op zijn plek aan de zijkant, want als men deze haak plaatst in een runner (of glijder) kan het storend zijn dat men de raambekleding steeds op zijn plek moet trekken.